# Friedrich Wolfram Heubach
Friedrich Wolfram Heubach (* 1944 in Nordrach) ist ein deutscher Psychologe, freier Publizist und Hochschullehrer.

## Leben
Heubach studierte Psychologie, Soziologie und Kunstwissenschaft an der Universität zu Köln mit dem Abschluss Diplom-Psychologe. Er promovierte zum Dr. phil. mit der Abhandlung Die Ästhetisierung. Von 1968 bis 1973 war er der Herausgeber der Zeitschrift Interfunktionen, in der zeitgenössische Künstler publizierten. 1969 bis 1971 hatte er einen Lehrauftrag an den Kölner Werkschulen. 1984 erfolgte die Habilitation für das Fach Psychologie. 1985 bis 1989 lehrte er als Professor für Psychologie an der Universität zu Köln am psychologischen Institut bei Wilhelm Salber. 1989 bis 1992 war er Professor für Psychologie an der Hochschule für bildende Künste in Hamburg. Ab 1992 bis zu seiner Emeritierung 2008 hatte er den Lehrstuhl für Psychologie/Pädagogik an der Kunstakademie Düsseldorf inne.
Heubachs Veröffentlichungen liegen vor allem in den Bereichen Wahrnehmungspsychologie, Bild-Theorie, Neue visuelle Medien, Empirische Ästhetik und Psychologie des Alltagslebens.

## Texte (Auswahl)
- Die verinnerlichte Abbildung oder Das Subjekt als Bildträger, Polemische Notiz zur sogenannten Video-Kunst. In: Bettina Gruber u. Maria Vedder (Hg.): Kunst und Video, Dumont, Köln 1983, S. 62–65.
- Das Reden von der Simulation oder Die Wirklichkeit als Bedürfnis. In: Werner Büttner, Friedrich Heubach: Zwei Reden, ins Gebohnerte gehalten an der HFBK zu Hamburg. Wien 1992 (= Fama & Fortune Bulletin 10, Februar 1992), S. 5–27.
- Wieso es keine Bilder gibt und warum sie doch gesehen werden: Zum Behelf der Bilder. In: Lab. Jahrbuch 1996/7 für Künste und Apparate der Kunsthochschule für Medien Köln, Köln 1997, S. 138–147.
- Virtuelle Realitäten und ordinäre Illusionen. In: Jahreshefte der Kunstakademie Düsseldorf, Bd. 4, Düsseldorf 1995, S. 223–260.
- Das Happening. Bemerkungen vor allem dazu, wie es mit ihm auf zweifache Weise zu Ende ging und schliesslich zu dem, was seine Wirkungsgeschichte zu bedenken gibt.  In:  Das Theater ist auf der Straße. Die Happenings von Wolf Vostell. Kerber, Bielefeld 2010, ISBN 978-3-86678-431-4, S. 127–130.

## Bücher
- Die Ästhetisierung. Eine psychologische Untersuchung ihrer Struktur und Funktion. Diss., Köln 1974.
- Das bedingte Leben. Theorie der psycho-logischen Gegenständlichkeit der Dinge. Fink, München 1987, ISBN 3-7705-2472-1.
- Ein Bild und sein Schatten. Zwei randständige Betrachtungen zum Bild der Melancholie und zur Erscheinung der Depression. Bouvier, Bonn 1997, ISBN 3-416-02694-2.
- D – Le dandysme. Textem, Hamburg 2017 (= Kleiner Stimmungs-Atlas in Einzelbänden 13), ISBN 978-3-86485-130-8.